# Зграда старе поште-мезулане
Зграда старе поште-мезулане налази се у Брзој Паланци код Кладова и представља непокретно културно добро као споменик културе.
Грађена је у шестој деценији 19. века, од 1853. године од 1857. године. По добијању унутрашње самоуправе султановим Хатишерифом из 1830. године, Србија под владавином кнеза Милоша улаже велике напоре за оспособљавање и организовање поштанског саобраћаја. Старе турске мезулане – поштанске станице за промену коња, којима су вршене поштанске услуге обнављане су, али су истовремено и подизане нове под именом вилајетске поште.
Зграда је грађена функционално, поседује све карактеристике типске зграде за поштански саобраћај са почетка 19. века. Централи део зграде заузима коњушница, а лево и десно од ње су просторије за настојника поште, затим просторије за одмор и смештај путника, за паковање поштанских пошиљки и просторије за особље мезулане и сточну храну, која је првобитно смештена у посебан амбар, касније порушен.
Зграда мезулане је приземна зграда, симетичног типа са настрешницом у централном делу испод које се налазе двокрилна улазна врата за коњушницу и двоја мања, са леве и десне стране, за просторије поште. Пространа коњушница, са подом од опека и четири потпорна дрвена стуба у средишњем делу, могла је примити укупно 15 коња, коришћених за поштански саобраћај.